# Siel Van der Donckt
Cecile "Siel" Van der Donckt (1953) is een Vlaams journaliste, auteur en voormalig nieuwslezeres. Ze werkte van mei 1981 tot juli 2015 op nieuwsdienst van de VRT. Ze was vooral gespecialiseerd in de berichtgeving rond Zuid-Afrikaanse landen.
Van der Donckt studeerde aan de faculteit Sociale Wetenschappen van de KU Leuven. Tijdens het academiejaar 1975-1976 was ze kringcoördinator bij studentenvereniging Politika.
In 1986 schreef ze samen met Daniël Buyle het boek Incognito: reportage uit Zuid-Afrika en Namibië.
In 2000 schreef ze het boek Vet drijft altijd boven over de dioxinecrisis. Voor haar berichtgeving en het boek kreeg ze in 2001 de Prijs Karel Van Noppen. De jury loofde haar omdat ze een 'verdienstelijke bijdrage leverde in de strijd rond gezond vlees'.
Op 58-jarige leeftijd werd bij Siel Van der Donckt de ziekte van Parkinson vastgesteld.

## Trivia
- Van der Donckt nam in 2004 deel aan het tweede seizoen van De Slimste Mens ter Wereld. Tijdens haar eerste aflevering verloor ze de finale en moest ze bijgevolg de quiz verlaten.